# Prosopocera cretacea
Prosopocera cretacea es una especie de escarabajo longicornio del género Prosopocera, categorizada en la tribu Prosopocerini, de la subfamilia Lamiinae. Fue descrita por Jordan en 1903.

## Descripción
Mide 15-24 mm de longitud.

## Distribución
Se distribuye por Botsuana, Malaui, Camerún, Mozambique, República Democrática del Congo, Tanzania, Zambia y Zimbabue.